# Pietro Pintor
Pietro Pintòr (Cagliari, 20 maggio 1880 – Cartosio, 7 dicembre 1940) è stato un generale italiano, già distintosi particolarmente come ufficiale d'artiglieria durante il corso della prima guerra mondiale, dove fu decorato con la Croce di Cavaliere e poi di quella di Ufficiale dell'Ordine Militare di Savoia, e di una Medaglia d'argento al valor militare.
Durante il periodo della guerra d'Etiopia fu comandante del Corpo d'armata L.B., e tra l'aprile 1937 e l'ottobre 1938 del XXI Corpo d'armata, entrambi di stanza in Libia. All'entrata in guerra del Regno d'Italia, il 10 giugno 1940, assunse il comando della 1ª Armata impegnata sul fronte alpino. Dopo l'Armistizio di Villa Incisa assunse la Presidenza della Commissione Italiana d'Armistizio con la Francia (CIAF). Era fratello del bibliotecario del Senato Fortunato Pintor e del Governatore della Cirenaica Luigi Pintor e zio dei giornalisti antifascisti Giaime e Luigi Pintor.

## Biografia
Nacque a Cagliari il 20 maggio 1880, figlio di Giacomo, medico primario dell'ospedale civile, e della signora Antonietta Leo. Si arruolò volontario nel Regio Esercito all'età di diciotto anni, conseguendo l'anno successivo la nomina a sottotenente di artiglieria. Partecipò alle fasi iniziali della prima guerra mondiale come ufficiale di Stato maggiore, venendo promosso tenente colonnello nel maggio 1917. Dopo la disfatta di Caporetto, il 16 novembre 1917 divenne membro della delegazione italiana presso il Consiglio superiore di guerra di Versailles. Il 6 gennaio 1918 fu promosso colonnello, e tra l'ottobre ed il novembre dello stesso anno si distinse durante la battaglia di Vittorio Veneto al comando dell'11º Reggimento d'artiglieria. Le sue doti furono premiate con la concessione della Croce di Cavaliere e successivamente di quella di Ufficiale dell'Ordine Militare di Savoia, di una medaglia d'argento al valor militare e di una promozione per merito di guerra. Lasciò il comando del reggimento d'artiglieria nel gennaio 1919, e nel corso di quell'anno fu nominato comandante dell'Ufficio addestramento del Regio Esercito. Tra il 1921 e il 1925 fu Istruttore militare del Principe Ereditario Umberto di Savoia, e tra il dicembre del 1925 e l'agosto del 1928 prese parte alle operazioni per la riconquista della Libia come comandante dell'artiglieria, distaccato presso il quartier generale della Tripolitania.
Il 17 agosto 1928 fu promosso generale di brigata per meriti eccezionali, ed assunse l'incarico di direttore della Scuola di guerra dell'esercito che mantenne fino al 23 settembre 1933. In quello stesso mese fu nominato comandante della 5ª Divisione fanteria "Cosseria". Il 12 settembre del 1935, in vista dello scoppio della guerra d'Etiopia, assunse il comando del neocostituito Corpo d'armata L.B. che aveva il compito di proteggere la colonia italiana da un possibile attacco proveniente dall'Egitto e dalla Tunisia. Nel dicembre 1936 passò alla testa del Corpo d'armata di Udine, e tra l'aprile 1937 e l'ottobre 1938 fu comandante del XXI Corpo d'armata di stanza in Libia. Promosso generale di corpo d'armata nel 1936, il 10 settembre 1938 fu elevato al rango di generale designato d'armata, che in caso di guerra avrebbe assunto il comando della 3ª Armata di mobilitazione.
All'atto dell'entrata in guerra del Regno d'Italia, avvenuta il 10 giugno 1940, assunse il comando della 1ª Armata,  schierata lungo il settore meridionale delle Alpi fino alla costa ligure. I primi dieci giorni di guerra alla Francia trascorsero senza che vi fossero azioni offensive da parte delle truppe italiane, ed egli li definì guerra senza ostilità. Il 20 giugno Mussolini ordinò al Sottocapo di Stato Maggiore dell'Esercito, generale Mario Roatta, di passare risolutamente all'offensiva su tutto il fronte alpino il giorno seguente, ma Roatta replicò che l'esercito era "assolutamente impreparato" ad attaccare. Mussolini, in risposta, modificò i propri piani richiedendo un'offensiva in grande stile solo lungo il tratto settentrionale del fronte alpino.
Dopo la firma dell'armistizio, il 27 giugno assunse l'incarico di Presidente della Commissione Italiana d'Armistizio con la Francia (CIAF), carica che mantenne fino alla data della sua morte.
Il 28 giugno presiedette la prima riunione della Commissione Armistiziale, in cui vennero create delle sotto-commissioni incaricate di affrontare le questioni generali e le questioni relative alle forze armate dell'esercito, della marina e dell'aeronautica francesi. Pur accorgendosi ben presto che alla capitolazione francese non sarebbe seguita quella dell'Impero britannico, rimase fedele alla politica adottata da Mussolini nei confronti della Francia.  Dopo la destituzione del Maresciallo d'Italia Pietro Badoglio dalla carica di Capo di Stato Maggiore Generale, avvenuta nel mese di novembre, egli fu per breve tempo preso in considerazione come suo sostituto, ma Mussolini gli preferì Ugo Cavallero. Nel mese di dicembre, poco prima della sua morte, emise una circolare che dichiarava gli ufficiali del CIAF come ufficiali di complemento in congedo permettendo loro di indossare abiti civili.
Il 7 dicembre 1940 decollò da Roma a bordo di un aereo Savoia-Marchetti S.79 Sparviero, in compagnia del generale di squadra aerea Aldo Pellegrini, per raggiungere la sede della Commissione che si trovava a Torino. Il velivolo precipitò, probabilmente a causa delle cattive condizioni atmosferiche, nei pressi di Cartosio, al confine tra le province di Savona ed Alessandria, causando la morte dell'equipaggio e di tutti i passeggeri. Dopo la sua morte, avvenuta all'età di sessant'anni, nel corso del 1941 l'Istituto Superiore di Guerra pubblicò un opuscolo biografico di venticinque pagine intitolato: Il generale Pietro Pintor, 1880-1940: Cenni biografici.

### Annotazioni
1. ↑  Il 29 ottobre del 1932]fu promosso al grado di generale di divisione.
2. ↑  Questo Corpo d'armata fu costituito riunendo i comandi militari della Cirenaica e della Tripolitania in un unico comando in seno al Regio corpo truppe coloniali della Libia. Con l'inizio delle ostilità in Africa Orientale Italiana, nell'ottobre 1935, fu costituito il comando del corpo d'armata che doveva assicurare la difesa della colonia. Questa speciale unità era dotata di due divisioni mobili, con i rispettivi supporti, che assicuravano la difesa dei confini, e da truppe di presidio incaricate della sicurezza del territorio.
3. ↑  Il 12 aprile 1937 venne costituito il Comando superiore delle forze armate dell'Africa settentrionale, che rimpiazzava il Regio corpo truppe coloniali della Libia, costituito dai Corpi d'armata XX e XXI Corpi d'armata.
4. ↑  Il Duce lo trovava "troppo lento e dottrinario", mentre il gerarca Roberto Farinacci esclamò che "Pintor è Badoglio, solo peggiore".
5. ↑  Gli altri passeggeri erano il colonnello Attilio Corti, il maggiore Cesare Quinto, il capitano Giuseppe Cadel, il maresciallo Ettore Alveri e il sergente maggiore Paolo Cinti.

### Fonti
1. 1 2 3 4 5 6 7 8 9 10 11  Bussoni 2008, p. 25.
2. 1 2 3  Jowett 2000, p. 5.
3. 1 2  Sica 2011, p. 81.
4. ↑  Knox 1982, p. 129.
5. ↑  Grillère 2010, p. 8.
6. ↑  Grillère 2010, p. 9.
7. ↑  Rodogno 2006, p. 211.
8. ↑  Knox 1982, pp. 246-247.
9. ↑  Sica 2011, p. 110.
10. ↑  Gazzetta Ufficiale del Regno d'Italia n.91 del 16 aprile 1919.
11. ↑  Gazzetta Ufficiale del Regno d'Italia n.222 del 24 settembre 1926.
12. ↑  Gazzetta Ufficiale del Regno d'Italia n.228 del 5 ottobre 1938.
13. ↑  Supplemento Ordinario alla Gazzetta Ufficiale del Regno d'Italia n.230 del 2 ottobre 1939, pag.28.
14. ↑  Gazzetta Ufficiale del Regno d'Italia n.230 del 2 ottobre 1939, pag.28.